# Kup Zagrebačkog nogometnog saveza 2006./07.
Kup Zagrebačkog nogometnog saveza za sezonu 2006./07. je igran od rujna 2006. do svibnja 2007. godine 
 U kupu nastupaju klubovi s područja Grada Zagreba, a pobjednik i finalist natjecanja natjecanja su stekli pravo nastupa u pretkolu Hrvatskog kupa u sezoni 2007./08. 

Kup je osvojila Croatia Sesvete, pobijedivši u završnici Vrapče.

## Sudionici
U natjecanju je sudjelovao 51 klub, prikazani prema pripadnosti ligama u sezoni 2006./07. 
| 2. HNL (II.) - Croatia Sesvete - Hrvatski dragovoljac Zagreb 3. HNL – Zapad (III.) - Rudeš Zagreb - Vrapče Zagreb 4. HNL – Središte A (IV.) - Dubrava Zagreb - Lokomotiva Zagreb - Lučko - Maksimir Zagreb - Odra - Ponikve Zagreb - Sloga-Gredelj Zagreb - Špansko Zagreb - Tekstilac-Ravnice Zagreb - Trnje Zagreb - ZET Zagreb | 1. Zagrebačka liga (V.) - Concordia Zagreb - Dinamo Odranski Obrež - HAŠK Zagreb - Ivanja Reka - Jarun Zagreb - Kustošija Zagreb - Mladost Buzin - Polet Sveta Klara (Zagreb) - Prečko Zagreb - Prigorje Žerjavinec - Sava Zagreb - Studentski grad Zagreb - Šparta Elektra Zagreb - Trešnjevka Zagreb | 2. Zagrebačka liga (VI.) - Blato Zagreb - Botinec Zagreb - Čehi (Gornji Čehi) - Hrašće (Hrašće Turopoljsko) - Hrvatski Leskovac - Kašina - Mala Mlaka - Mladost Donji Dragonožec - Nur Zagreb - Omladinac Odranski Strmec - Prigorje Markuševec (Zagreb) - Sesvetski Kraljevec (Sesvete) | 3. Zagrebačka liga (VII.) - Brezovica - Horvati 1975 - Podsused Zagreb - Posavina Zagreb - Radnik Sesvete - Retkovec Zagreb - RIZ Odašiljači Zagreb - Sava Jakuševac (Zagreb) - Uljanik Zagreb - Zelengaj Zagreb |

## Rezultati

### 1. kolo
Igrano 13. rujna 2006. 
| klub1                       | klub2                         | rez.           |                                                 |
| --------------------------- | ----------------------------- | -------------- | ----------------------------------------------- |
| RIZ Odašiljači Zagreb       | Retkovec Zagreb               | 0:1            |                                                 |
| Blato Zagreb                | Podsused Zagreb               | 1:0            |                                                 |
| Omladinac Odranski Strmec   | Brezovica                     | 8:4            |                                                 |
| Kašina                      | Sesvetski Kraljevec (Sesvete) | 2:4            |                                                 |
| Hrašće (Hrašće Turopoljsko) | Čehi (Gornji Čehi)            | 6:0            |                                                 |
| Botinec Zagreb              | Mladost Donji Dragonožec      | _:_ (7:6 11 m) | Botinec prošao boljim izvođenjem jedanaesteraca |
| Nur Zagreb                  | Prigorje Markuševec (Zagreb)  | 4:2            |                                                 |
| Horvati 1975                | Zelengaj Zagreb               | 1:0            |                                                 |
| Sava Jakuševac (Zagreb)     | Hrvatski Leskovac             | 5:3            |                                                 |
| Posavina Zagreb             | Uljanik Zagreb                | 0:3 p.f.       | Uljanik prošao bez borbe                        |
| Radnik Sesvete              | Mala Mlaka                    | 10:0           |                                                 |

### 2. kolo
Igrano 26. i 27. rujna 2006. 
| klub1                      | klub2                         | rez.           |                                                      |
| -------------------------- | ----------------------------- | -------------- | ---------------------------------------------------- |
| HAŠK Zagreb                | Sesvetski Kraljevec (Sesvete) | 1:3            |                                                      |
| Radnik Sesvete             | Mladost Buzin                 | 0:2            |                                                      |
| Horvati 1975               | Prečko Zagreb                 | _:_ (4:2 11 m) | Horvati 1975 prošli boljim izvođenjem jedanaesteraca |
| Retkovec Zagreb            | Concordia Zagreb              | 0:2            |                                                      |
| Polet Sveta Klara (Zagreb) | Hrašće (Hrašće Turopoljsko)   | 3:0            |                                                      |
| Ivanja Reka                | Prigorje Žerjavinec           | 1:0            |                                                      |
| Kustošija Zagreb           | Blato Zagreb                  | 3:0            |                                                      |
| Studentski grad Zagreb     | Jarun Zagreb                  | 1:3            |                                                      |
| Omladinac Odranski Strmec  | Dinamo Odranski Obrež         | 2:5            |                                                      |
| Botinec Zagreb             | Trešnjevka Zagreb             | 2:5            |                                                      |
| Šparta Elektra Zagreb      | Nur Zagreb                    | 3:1            |                                                      |
| Sava Jakuševac (Zagreb)    | Sava Zagreb                   | 0:3 p.f.       | Sava Zagreb prošla bez borbe                         |
| Uljanik Zagreb             | Uljanik Zagreb                | Uljanik Zagreb | slobodni                                             |

### 3. kolo
Igrano 4. listopada 2006. 
| klub1                         | klub2                      | rez.           |                                                           |
| ----------------------------- | -------------------------- | -------------- | --------------------------------------------------------- |
| Jarun Zagreb                  | Horvati 1975               | 12:0           |                                                           |
| Dinamo Odranski Obrež         | Polet Sveta Klara (Zagreb) | _:_ (4:5 11 m) | Polet Sveta Klara prošao boljim izvođenjem jedanaesteraca |
| Concordia Zagreb              | Uljanik Zagreb             | 7:2            |                                                           |
| Sesvetski Kraljevec (Sesvete) | Sava Zagreb                | 3:1            |                                                           |
| Trešnjevka Zagreb             | Šparta Elektra Zagreb      | 7:0            |                                                           |
| Kustošija Zagreb              | Ivanja Reka                | 2:1            |                                                           |
| Mladost Buzin                 | Mladost Buzin              | Mladost Buzin  | slobodni                                                  |

### 4. kolo
Igrano 18. i 25. listopada 2006. 
| klub1                      | klub2                         | rez.           |                                                    |
| -------------------------- | ----------------------------- | -------------- | -------------------------------------------------- |
| Dubrava Zagreb             | Lokomotiva Zagreb             | 0:0 (2:4 11 m) | Lokomotiva prošla boljim izvođenjem jedanaesteraca |
| Tekstilac-Ravnice Zagreb   | Sesvetski Kraljevec (Sesvete) | 3:2            |                                                    |
| Trešnjevka Zagreb          | Maksimir Zagreb               | 1:2            |                                                    |
| ZET Zagreb                 | Odra                          | 5:3            |                                                    |
| Špansko Zagreb             | Mladost Buzin                 | 2:1            |                                                    |
| Sloga-Gredelj Zagreb       | Concordia Zagreb              | 5:0            |                                                    |
| Polet Sveta Klara (Zagreb) | Kustošija Zagreb              | 1:4            |                                                    |
| Vrapče Zagreb              | Jarun Zagreb                  | 6:2            |                                                    |
| Rudeš Zagreb               | Ponikve Zagreb                | 1:1 (7:6 11 m) | Ponikve prošle boljim izvođenjem jedanaesteraca    |
| Lučko                      | Trnje Zagreb                  | 0:2            |                                                    |

### 5. kolo
Igrano 28. ožujka 2007.
| klub1                                                                          | klub2                                                                          | rez.                                                                           |          |
| ------------------------------------------------------------------------------ | ------------------------------------------------------------------------------ | ------------------------------------------------------------------------------ | -------- |
| Trnje Zagreb                                                                   | Croatia Sesvete                                                                | 0:5                                                                            |          |
| Špansko Zagreb                                                                 | Vrapče Zagreb                                                                  | 1:2                                                                            |          |
| Rudeš Zagreb                                                                   | Sloga-Gredelj Zagreb                                                           | 3:0                                                                            |          |
| ZET Zagreb                                                                     | Hrvatski dragovoljac Zagreb                                                    | 0:3                                                                            |          |
| Kustošija Zagreb, Lokomotiva Zagreb, Maksimir Zagreb, Tekstilac-Ravnice Zagreb | Kustošija Zagreb, Lokomotiva Zagreb, Maksimir Zagreb, Tekstilac-Ravnice Zagreb | Kustošija Zagreb, Lokomotiva Zagreb, Maksimir Zagreb, Tekstilac-Ravnice Zagreb | slobodni |

### Četvrtzavršnica
Igrano 18. travnja 2007.
| klub1             | klub2                       | rez. |
| ----------------- | --------------------------- | ---- |
| Croatia Sesvete   | Hrvatski dragovoljac Zagreb | 2:1  |
| Lokomotiva Zagreb | Tekstilac-Ravnice Zagreb    | 2:3  |
| Vrapče Zagreb     | Kustošija Zagreb            | 4:2  |
| Maksimir Zagreb   | Rudeš Zagreb                | 0:2  |

### Poluzavršnica
Igrano 2. svibnja 2007.
| klub1                    | klub2         | rez. |
| ------------------------ | ------------- | ---- |
| Tekstilac-Ravnice Zagreb | Vrapče Zagreb | 1:5  |
| Croatia Sesvete          | Rudeš Zagreb  | 2:0  |

### Završnica
Igrano 23. svibnja 2007.
| klub1         | klub2           | rez.           |                                                                     |
| ------------- | --------------- | -------------- | ------------------------------------------------------------------- |
| Vrapče Zagreb | Croatia Sesvete | 3:3 (2:3 11 m) | Croatia Sesvete osvajač kupa ZNS-a boljim izvođenjem jedanaesteraca |

## Poveznice
- Zagrebački nogometni savez
- Kup Zagrebačkog nogometnog saveza